# Godfrey
Godfrey és una població dels Estats Units a l'estat d'Illinois. Segons el cens del 2000 tenia 16.286 habitants.

## Demografia
Segons el cens del 2000, Godfrey tenia 16.286 habitants, 6.427 habitatges, i 4.698 famílies. La densitat de població era de 182,4 habitants/km².
Dels 6.427 habitatges en un 29,7% hi vivien nens de menys de 18 anys, en un 62,2% hi vivien parelles casades, en un 8% dones solteres, i en un 26,9% no eren unitats familiars. En el 23,3% dels habitatges hi vivien persones soles l'11,4% de les quals corresponia a persones de 65 anys o més que vivien soles. El nombre mitjà de persones vivint en cada habitatge era de 2,46 i el nombre mitjà de persones que vivien en cada família era de 2,9.
Per edats la població es repartia de la següent manera: un 22,6% tenia menys de 18 anys, un 6,3% entre 18 i 24, un 26,8% entre 25 i 44, un 26,5% de 45 a 60 i un 17,8% 65 anys o més.
L'edat mediana era de 42 anys. Per cada 100 dones de 18 o més anys hi havia 92,1 homes.
La renda mediana per habitatge era de 50.342 $ i la renda mediana per família de 57.971 $. Els homes tenien una renda mediana de 43.017 $ mentre que les dones 27.870 $. La renda per capita de la població era de 25.292 $. Aproximadament el 3,2% de les famílies i el 5,9% de la població estaven per davall del llindar de pobresa.

## Poblacions més properes
El següent diagrama mostra les poblacions més properes.